# The Invincible
The Invincible (с англ. — «Непобедимый») — приключенческая компьютерная игра, разработанная студией Starward Industries и изданная 11 bit studios. Игра является адаптацией романа Станислава Лема «Непобедимый». Релиз игры состоялся 6 ноября 2023 года для Windows, PlayStation 5 и Xbox Series X/S.

## Игровой процесс
The Invincible — это приключенческая компьютерная игра с видом от первого лица. В ней игроку предстоит играть за астробиолога Ясну, которая разыскивает пропавших членов экипажа на планете Регис III, сталкиваясь при этом с неизвестной угрозой. В арсенале Ясны есть различные инструменты, такие как сканер и карманный телескоп, с помощью которых она может идентифицировать окружающие её объекты. По словам разработчиков, игра предусматривает «разветвлённое повествование с фокусом на выбор игрока». Кроме того, в число действующих героев входит астрогатор Новик, который сопровождает Ясну на протяжении всего её путешествия на Регисе III.

## Разработка
Разработкой The Invincible занималась польская независимая компания Starward Industries, основанная в 2018 году. Сотрудники студии уже имели опыт работы в таких компаниях, как CD Projekt RED и Techland, создавших ААА-игры. The Invincible является адаптацией научно-фантастического романа «Непобедимый» польского писателя Станислава Лема. Разработчики решили адаптировать этот роман, поскольку, по их мнению, книга «потрясающе колоритна» и «читается как готовый киносценарий». Тем не менее, игра не является полной копией романа. Несмотря на то, что сюжет во многом повторяет книгу, основной состав персонажей, включая протагониста, является оригинальным. При создании художественного стиля игры команда ориентировалась на эстетику атомпанка, вдохновляясь работами Криса Фосса, Чесли Боунстелла и Сида Мида. Кроме того, команда исследовала советские образцы космических кораблей, транспортных средств и приборов, чтобы они соответствовали ретрофутуристическому стилю игры.
По мнению разработчиков, игра представляет собой научно-фантастический триллер, в котором используется эмоциональный саспенс, а не откровенный ужас. Вдохновением для проекта послужила игра Firewatch, в частности, её подход к организации игрового процесса через общение главного героя с другими неигровыми персонажами. Важное влияние оказала и игра Road 96, которая продемонстрировала, что «существует пространство для более зрелого и философского повествования». Руководитель игры Марек Маркушевский добавил, что повествование игры «неторопливое», но «очень напряжённое», а тон проекта «горький, но не лишённый надежды на светлое будущее».
Starward Industries официально представила игру в сентябре 2020 года, а её релиз был запланирован на 2021 год. В июне 2022 года компания 11 bit studios, разработавшая игры This War of Mine и Frostpunk, сообщила о том, что она выступит издателем проекта и представила первые кадры игрового процесса. Выход игры для Windows, PlayStation 5 и Xbox Series X/S состоялся 6 ноября 2023 года.

## Отзывы критиков
| Сводный рейтинг       | Сводный рейтинг                        |
| Агрегатор             | Оценка                                 |
| --------------------- | -------------------------------------- |
| Metacritic            | (PC) 72/100 (PS5) 71/100 (XBXS) 72/100 |
| OpenCritic            | 73/100                                 |
| Иноязычные издания    |                                        |
| Издание               | Оценка                                 |
| Edge                  | 7/10                                   |
| Eurogamer             | [ 16 ]                                 |
| GameStar              | 86/100                                 |
| IGN                   | 5/10                                   |
| Jeuxvideo.com         | 15/20                                  |
| PCGamesN              | 6/10                                   |
| PC Gamer (US)         | 77/100                                 |
| Push Square           | [ 22 ]                                 |
| Shacknews             | 8/10                                   |
| Русскоязычные издания |                                        |
| Издание               | Оценка                                 |
| 3DNews                | 8/10                                   |
| GameMAG.ru            | 7/10                                   |
| GoHa.Ru               | Хорошо                                 |
| PlayGround.ru         | 6,5/10                                 |
| Riot Pixels           | 60 %                                   |
| StopGame.ru           | Похвально                              |
| «Игромания»           | 9/10                                   |

The Invincible получила смешанные оценки игровых ресурсов. Версия для персональных компьютеров и Xbox Series X/S получила 72 балла из 100 возможных на сайте Metacritic, версия игры для PlayStation 5 — 71 балл из 100 возможных.
Игровая атмосфера, эстетика ретрофутуризма, художественное оформление, внимание к сюжету и его философская глубина оставили приятное впечатление у рецензентов. Маттиас Павликовски из Gamepressure отметил, что помимо увлекательного сюжета, The Invincible обладает уникальным художественным стилем, а от некоторых игровых локаций «захватывает дух». Павликовски похвалил разработчиков за то, как они спроектировали горные массивы и валуны, отметив, что он не встречал ни в одной другой игре «таких прекрасно проработанных скальных формирований, тоннелей и пещер». Джесси Норрис из XboxEra высоко оценил сюжет проекта, который «представляет собой отличную завязку к событиям книги», художественное оформление и достойную озвучку главных героев. Лена Пи из «Игромании» похвалила историю The Invincible, наполненную «непредсказуемыми поворотами», и игровое окружение с «фантастическими в любом смысле этого слова пейзажами». Джон Бейлс из PC Gamer согласился с её мнением, и отметил, что «приверженность Starward к ретрофутуризму 50-60-х годов превращает пейзажи в живые картины».